# Praetur
Die Praetur (lateinisch praetura; eingedeutscht auch Prätur) war die wichtigste Gerichtsmagistratur in der römischen Republik. Seine Legitimation zur Aufgabenbewältigung in der Rechtsprechung (iurisdictio) speiste sich aus magistratischem imperium. Im Regelfall war es das dritte Amt nach der Quästur und der Ädilität, dies wurde aber erst spät fixiert. Die Amtsinhaber wurden praetores (Prätoren) genannt. Ein Prätor als Inhaber der Praetur übte eines der höheren Ämter der römischen Ämterlaufbahn, des cursus honorum, aus. Ebenso wie das Konsulat war die Praetur mit einem imperium ausgestattet, so dass ihre Inhaber auch als Feldherren unter eigenen Auspizien und als Statthalter fungieren konnten. Prätoren wurden während der Zeit der Römischen Republik vom Volk in den Zenturiatskomitien für die Dauer von einem Jahr gewählt, ab der Kaiserzeit vom römischen Senat bestimmt. In der Spätantike bestand die Praetur als reines Ehrenamt fort.
Der Gerichtsmagistrat durfte Rechtsregeln aufstellen und Verfahrensvorschriften (edictum perpetuum) festlegen, allerdings führte er die Prozesse nicht selbst. Seine Aufgabe bestand darin, festzustellen, ob die Rechtsordnung für den Anspruch, den der Kläger erhob, eine Rechtsgrundlage hat. Bejahendenfalls überwies er den Fall mit einer umschreibenden Formel (vgl. Legisaktionenverfahren, Formularprozess) an den streitentscheidenden Richter (iudex), der zusammen mit seinem Beratungsstab, dem consilium, den Fall verhandelte und das Urteil sprach.
In der frühen Neuzeit kam das Amt des Prätoren wieder auf. Ein Prätor war dann stellvertretend mit Aufgaben der Regierung betraut.

## Etymologie
Das Substantiv praetor (frühe Form praitor, von praeitor) leitet sich vom lateinischen Verb prae-ire („vorangehen“) ab und bezeichnet im eigentlichen Sinne jemanden, der vorangeht, also einen Anführer oder einen Vorgesetzten. Im Zivilstand bezeichnet der Prätor einen Bürgermeister (beispielsweise in Capua), den Sufet in Karthago oder den obersten Richter in Rom.

## Historische Entwicklung

### Entstehung
Die Geschichte der frühen Republik liegt weitgehend im Dunkeln, da die römische Geschichtsschreibung erst um 200 v. Chr. einsetzte und man über die Frühzeit nur noch wenig weiß. Daher ist fast kein Punkt in der historischen Forschung unumstritten.
Die späte römische Überlieferung (insbesondere Titus Livius), der die ältere Forschung lange Zeit folgte, berichtet: Nachdem der letzte König Tarquinius Superbus vertrieben worden sei, sei die königliche Gewalt, die dieser lebenslang innegehabt hatte, nunmehr jährlich von den patrizischen Geschlechtshäuptern reihum geführt worden (Annuitätsprinzip). Doch heute gilt als unwahrscheinlich, dass bereits damals, 509 v. Chr., die ersten beiden Konsuln amtierten, wie die Römer später glaubten.
Der neue Träger der alten königlichen Gewalt wurde wahrscheinlich vielmehr praetor maximus genannt. Einen Kollegen und damit das Prinzip der Kollegialität, dürfte es zunächst nicht gegeben haben. Der praetor maximus blieb der höchste Beamte der frühen Republik, bis er wohl in der Mitte des 5. Jahrhunderts v. Chr. von den Konsuln als höchsten Beamten verdrängt wurde. Die genauen Einzelheiten sind, wie vieles in der Geschichte der frühen römischen Republik, aufgrund der unsicheren Quellenlage in der Forschung umstritten. Jochen Bleicken nahm an, die Konsuln hätten den Prätor zunächst nur unterstützen sollen. Da dieser aber insbesondere durch die Rechtspflege stark beansprucht gewesen sei, hätten die Konsuln immer mehr Aufgaben übernommen und die Praetur zuletzt an Bedeutung übertroffen.
Die ursprüngliche Zugehörigkeit des Amtes zum höchsten Kollegium zeigte sich allerdings noch darin, dass der Prätor bis zum Ende der Republik das imperium besaß, also Heerführer sein konnte. Dies war auch der Grund, wieso die Prätoren genau wie die Konsuln von den Zenturiatskomitien gewählt wurden, die das römische Volk in Waffen repräsentierten. Bezeichnend ist zudem, dass die ersten Provinzen, die ab der Mitte des 3. Jahrhunderts v. Chr. im Zuge der römischen Expansion errichtet wurden und deren Verwaltung militärische Unternehmungen einschloss, Beamten unterstellt waren, die ebenfalls den Titel praetor trugen und von den comitia centuriata gewählt wurden.

### Republik
Zu Beginn waren die Prätoren die Stellvertreter der Konsuln und insbesondere für die Interpretation der Gesetze und die Rechtspflege im Allgemeinen verantwortlich. Die Befugnis zur Rechtsauslegung (interpretatio) hatten sie von den Pontifices aus der altzivilen Zeit zugetragen bekommen. Ab 367 v. Chr. – mit dem Inkraftsetzen der leges Liciniae Sextiae – spielten sie eine wichtige Rolle bei der Entwicklung des römischen Rechts, da sie im prätorischen Edikt die jeweils geltenden Verfahrensvorschriften festlegten. Ab dem Jahr lösten die Prätoren die Konsuln als Gerichtsherren ab.
Mit der Eroberung Siziliens wurde die Prätur 242 v. Chr. aufgeteilt. Der jährlich neu gewählte praetor urbanus (von urbs, „Stadt“, gemeint ist Rom) war für die Gerichtsbarkeit in der Stadt Rom zuständig. Dem Stadtprätor oblag nun auch die hoheitliche Machtbefugnis, Recht im Einzelfall zu sprechen (iurisdictio). Er durfte außerdem allgemeine Regeln zur Entscheidungsfindung aufstellen und verkünden (ius edicendi). Im privatrechtlichen Bereich war seine Autorität Bestandteil des ius civile. Öffentliche Rechtssachen zu behandeln stand ihm nur im Auftrag des Volkes (lege populi) zu. Formal und materiell übernahm der Prätor die Verfahrensleitung. Das bedeutete, dass er die Voruntersuchungen zur Rechtssache anstellte, um die zutreffende Klageart nebst Spruchformel auswählen zu können. Soweit Klageart oder Prozessformel auf einen Lebenssachverhalt nicht passten, war ihm rechtsschöpfende Kraft eingeräumt, wovon er per Dekret Gebrauch machte und so den Rechtshorizont erweiterte. Seine Kompetenz umfasste abgrenzend die Ablehnung von Klagen und die Gestattung von Einreden gegen erhobene Klagen. Nach vorprozessualer Klarstellung des Klaggegenstands und Vorzeichnung des Prozesses, übergab er alles Weitere (cognitio) den Geschworenenrichtern (iudices selecti) zur Sachentscheidung. War diese gefällt und bestand Spruchreife, verkündete er das Urteil (ius dicere). Der Jurist Paulus berichtet, dass sogar unbillige prätorische Entscheidungen ius waren, soweit sie von der iurisdictio getragen waren.
Da das eroberte Sizilien zur ersten römischen Provinz wurde, bedurfte es ab 242 v. Chr. des Rechtsschutzes ebenfalls, weshalb das Amt des Fremdenprätors (praetor peregrinus) (peregrinus: „Fremder“ oder „Nichtbürger“) geschaffen wurde. In den Zuständigkeitsbereich des Fremdenprätors fielen die Rechtsstreitigkeiten, die zwischen römischen Bürgern und Nichtbürgern und Nichtbürgern untereinander auszutragen waren.
Zum Kollegium der Prätoren gehörten auch die Statthalter der ersten Provinzen, wobei diese von den Gerichtsprätoren durch den gänzlich anderen Aufgabenbereich und durch die räumliche Trennung vollkommen verschieden waren. Die ersten Statthalter (Provinzialprätoren) wurden 227 v. Chr. für die ersten beiden römischen Provinzen Sizilien und Sardinien, die in beziehungsweise nach dem ersten punischen Krieg erobert wurden, geschaffen. 197 v. Chr. kamen zwei weitere für die beiden spanischen Provinzen Hispania citerior und Hispania ulterior hinzu.
Der Provinzialprätor hatte in der Provinz die oberste militärische und jurisdiktionelle Gewalt, vertrat die römische Herrschermacht im vollen Umfang und war durch nichts eingeschränkt. Bis Sulla blieb trotz ansteigender Anzahl der Provinzen die Zahl der Prätoren (zwei Gerichtsprätoren, vier Provinzialprätoren) gleich. Sulla erhöhte die Zahl der Prätoren, wahrscheinlich im Jahre 81 v. Chr., auf acht und beschränkte jedoch ihre Zuständigkeit auf die Rechtsprechung in Rom, zu der aber auch die Leitung der ständigen Gerichtshöfe (quaestiones perpetuae) hinzukam. Nach der Prätur konnte man als Proprätor eine Statthalterschaft bekleiden.

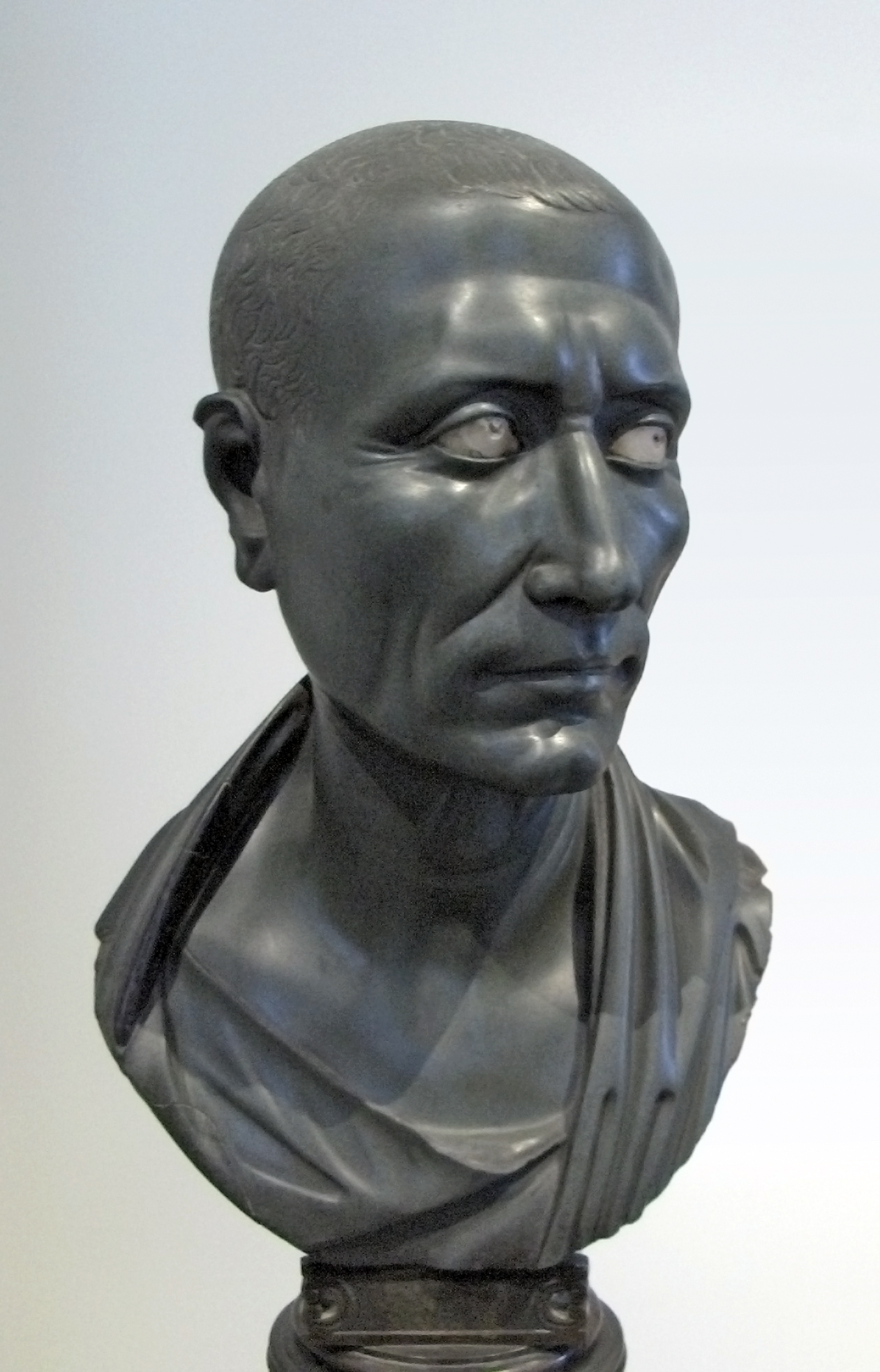
Der spätere Konsul und Dictator Gaius Iulius Caesar (hier eine Büste, sogenannter Grüner Caesar, aus dem 1. Jahrhundert n. Chr.) wurde für das Jahr 62 v. Chr. zum Prätor gewählt. Als Proprätor diente er in Hispania Ulterior.

Gaius Iulius Caesar erhöhte die Zahl der Prätoren schrittweise von zehn auf zwölf und dann 16. Die Anzahl der Prätoren in der Kaiserzeit schwankte zwischen 10 und 18 Beamten. Statthalter waren aber nun zumeist keine Prätoren, sondern Promagistrate.
In der senatorischen Ämterlaufbahn folgte die Prätur im Regelfall dem Volkstribunat oder dem Amt eines Ädilen und wurde vor dem Konsulat bekleidet. Seit 180 v. Chr. war ein Mindestalter von 40 Jahren vorgeschrieben. Prätoren gehörten, wie erwähnt, zu den Magistraten, die wie die Konsuln ein imperium besaßen, also ein Heer kommandieren durften.
Besonders in Ausnahmesituationen wurde Prätoren ein militärisches Kommando in einer Provinz übertragen, für das bei längerer Dauer die Amtsgewalt über das normale Jahr hinaus verlängert werden konnte. Die Magistrate führten dann den Titel pro praetore; die Abgrenzung zum Titel pro consule ist allerdings nicht immer eindeutig. Ehemalige Prätoren wurden als praetorii („Prätorier“) bezeichnet. Sie bildeten im Senat eine Rangklasse unterhalb der ehemaligen Konsuln (consulares).
Die Ehrenzeichen des Prätors glichen denen der Konsuln: In der Stadt begleiteten ihn zwei, außerhalb der Stadt sechs Liktoren. Er trug die toga praetexta, hatte als besondere Gerichtsstätte ein Gerüst (tribunal), wo er auf der sella curulis saß, und daneben auf Sesseln (subsellia) die Richter. Indessen entschied er unerhebliche Rechtssachen auch ohne alle Förmlichkeiten an jedem beliebigen Orte (ex aequo loco).

### Kaiserzeit
In der Kaiserzeit bestand das Amt als Bestandteil der senatorischen Laufbahn fort, konnte aber schon in immer jüngeren Jahren bekleidet werden – zuletzt bereits mit 17 Jahren. Wohl bereits unter Augustus entzog man ihnen faktisch die militärische Kommandogewalt. Seit 14 n. Chr. wurden Prätoren und Konsuln zudem nicht mehr vom Volk gewählt, sondern vom Senat bestimmt. Durch die vermehrte Verleihung von Suffektkonsulaten erhielten dafür weitaus mehr gewesene Prätoren als bisher die Möglichkeit, auch das Konsulat zu bekleiden. Kaiser Hadrian ließ diverse prätorische Edikte sammeln und mithilfe des Topjuristen Salvius Iulianus um 128 n. Chr. im edictum perpetuum endgültig kanonisieren und festschreiben; er enthob die Prätoren im Gegenzug ihrer Rechtsetzungsbefugnis. Er selbst nahm sich der Rechtsgestaltung an und übte sie im Benehmen mit dem Senat aus. Aber schon zuvor hatten die Prätoren durch den Ausbau der kaiserlichen Gerichtsbarkeit beständig an Bedeutung verloren. Ihr Geschäftsbereich beschränkte sich nunmehr nur auf geringere Gegenstände wie die cura ludorum (Sorge um die Spiele) und die Besorgung von alltäglichen Rechtsgeschäften.
In der Spätantike wurde die Prätur aufgrund der Verpflichtung, auf eigene Kosten teure Spiele auszurichten, zunehmend als Last empfunden; die Prätoren wurden jetzt zwangsweise von Senat und Kaiser bestimmt, und es gab sie nun nicht mehr nur in Rom, sondern auch in Konstantinopel. Diokletian hatte zudem das Nebeneinander der iura honorarium und gentium, neben dem fortgeltenden ius civile abschaffen lassen, sodass die einst bedeutsamen richterlichen Befugnisse der Prätoren wegfielen (Codex Gregorianus). Seit 372 war gesetzlich vorgeschrieben, dass die Prätoren zehn Jahre im Voraus festzulegen seien, damit ihren Familien genug Zeit blieb, das notwendige Geld für die Feierlichkeiten zu beschaffen. Quintus Aurelius Symmachus beispielsweise kostete die Prätur seines Sohnes im Jahr 401 die überaus hohe Summe von 2000 Pfund Gold. Zuletzt wird das Amt in der Mitte des 6. Jahrhunderts unter Kaiser Justinian I. erwähnt.

## Frühe Neuzeit
In Frankreich schlug Ulrich Obrecht der Regierung vor, einen Prätor einzusetzen. Er selbst wurde daraufhin 1685 dazu ernannt, nachdem er zum Katholizismus konvertiert war. Er vermittelte nun zwischen städtischen Behörden und dem Hof von Versailles, stellvertretend für den König. Sein Sohn Johann Heinrich Obrecht erbte nach Ulrich Obrechts Ableben das Amt Prätors. In der Oberlausitz werden die späteren Bürgermeister Erdmann Gottfried Schneider und Johann Wilhelm Gehler als Prätoren genannt.